# Mullutu
Koordinaten: 58° 17′ N, 22° 23′ O
Mullutu (deutsch Mullut) ist ein Dorf (estnisch küla) auf der größten estnischen Insel Saaremaa. Es gehört zur Landgemeinde Saaremaa (bis 2017: Landgemeinde Lääne-Saare) im Kreis Saare.

## Einwohnerschaft und Lage
Das Dorf hat 27 Einwohner (Stand 1. Januar 2016). Seine Fläche beträgt 14,52 km².
Südlich und südwestlich des Dorfes liegt der See Mullutu laht bzw. Suurlaht, eine abgeschnürte Ostsee-Bucht. Sie reicht bis an den westlichen Stadtrand der Inselhauptstadt Kuressaare.